# Chirosia setifer
Chirosia setifer este o specie de muște din genul Chirosia, familia Anthomyiidae, descrisă de Huckett în anul 1973.
Este endemică în Maine. Conform Catalogue of Life specia Chirosia setifer nu are subspecii cunoscute.